# Estação Ferroviária de Taveiro

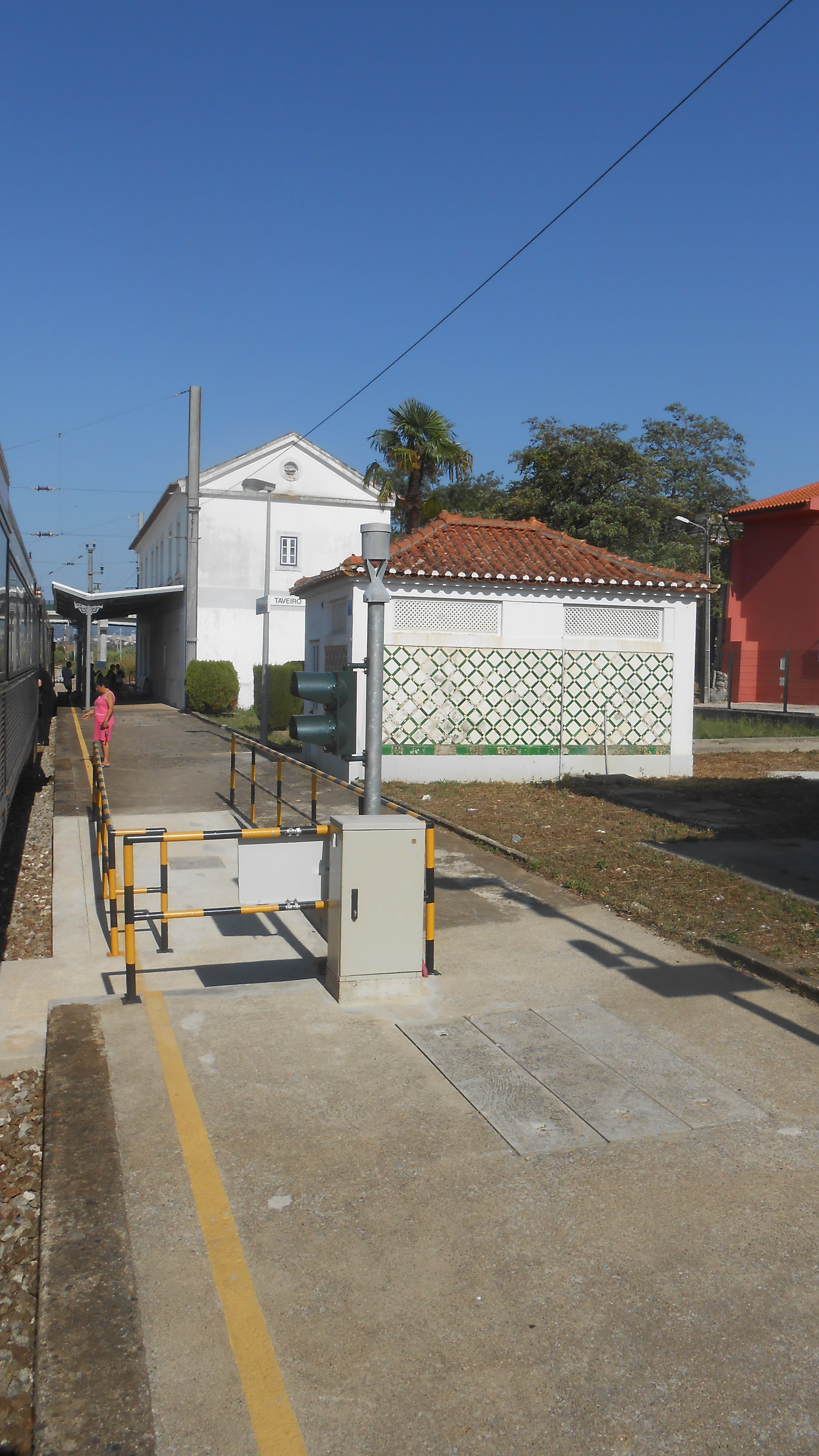
A estação de Taveiro, vista do comboio em 2014.

A Estação Ferroviária de Taveiro é uma interface da Linha do Norte, que serve a localidade de Taveiro, no concelho de Coimbra, em Portugal.

## Descrição

### Localização e acessos
Esta interface situa-se junto à localidade de Taveiro, possuindo acesso pela Rua José Adelino da Silva.

### Infraestrutura
Em Janeiro de 2011, a estação tinha duas vias de circulação, com 1230 e 1277 m de comprimento, e duas plataformas, com 114 e 171 m de extensão e 35 cm de altura. O edifício de passageiros situa-se do lado norte da via (lado direito do sentido ascendente, a Campanhã).

### Serviços
Em dados de 2023, esta interface é servida por comboios de passageiros da C.P. de tipo suburbano, com quinze circulações diárias em cada sentido, entre Coimbra e Figueira da Foz, e de tipo regional, com onze circulações diárias no sentido Coimbra-Figueira e doze no sentido inverso.

## História

### Inauguração
O lanço da Linha do Norte entre Taveiro e Estarreja entrou ao serviço em 10 de Abril de 1864, tendo o primeiro comboio chegado à estação nesse dia, vindo de Estarreja. A secção seguinte, até Soure, foi aberta em 7 de Julho do mesmo ano, concluindo a linha entre Entroncamento e Vila Nova de Gaia. Após a inauguração, a Companhia Real dos Caminhos de Ferro Portugueses instituiu dois comboios entre as estações de Taveiro e Coimbra-B, um em cada sentido.

### Século XX
Em 1 de Fevereiro de 1903, a Gazeta dos Caminhos de Ferro relatou que a Companhia Real dos Caminhos de Ferro Portugueses tinha ordenado que fossem instalados novos semáforos na estação de Taveiro, no sistema Barbosa.
Na noite de 15 de Novembro de 1953, uma locomotiva que estava a ser abastecida em Alfarelos começou a deslocar-se sozinha, tendo sido abordada por um fogueiro no Apeadeiro de Amial, que a levou até à estação de Taveiro. Em 23 de Setembro de 1978, um comboio descarrilou em Taveiro, causando dois mortos e cinquenta feridos, e provocando grandes estragos nas coberturas da estação.

Durante o programa de modernização da Linha do Norte, na Década de 1990, uma das obras previstas foi o reforço da plataforma de via dupla e a construção de novas vias em vários troços, incluindo de Taveiro a Alfarelos.